# La Tirana
La Tirana, cuyo nombre rememora a la ñusta Huillac, es una localidad rural de la comuna de Pozo Almonte, en la Región de Tarapacá, Chile. Se encuentra en un oasis de la Pampa del Tamarugal, a 72  kilómetros de Iquique y 18  kilómetros de Pozo Almonte, y cuenta con una población de aproximadamente 1.200 habitantes según el censo de 2017.
El poblado es especialmente conocido por la Fiesta de la Virgen del Carmen de La Tirana, una celebración religiosa que se lleva a cabo entre el 10 y el 20 de julio, siendo su momento principal el 16 julio. Durante este periodo, La Tirana se transforma por completo: llegan peregrinos, danzantes, músicos y feligreses que participan en misas, procesiones, bailes religiosos y ofrendas, convirtiéndola en el principal destino de turismo religioso en el norte de Chile.

## Clima de La Tirana
La Tirana está a una altura de 950 msnm. El clima es privilegiado, en el sentido de que el sol brilla durante casi todo el año; las tardes son calurosas, pero las noches son heladas y el frío se hace sentir con fiereza en la madrugada, hasta que los primeros rayos del sol nuevamente vuelven a abrigar el cuerpo. El clima de la Tirana es desértico. La oscilación de la temperatura en la mañana es entre -0.6 a 12,2 grados °C. 
| Parámetros climáticos promedio de La Tirana | Parámetros climáticos promedio de La Tirana | Parámetros climáticos promedio de La Tirana | Parámetros climáticos promedio de La Tirana | Parámetros climáticos promedio de La Tirana | Parámetros climáticos promedio de La Tirana | Parámetros climáticos promedio de La Tirana | Parámetros climáticos promedio de La Tirana | Parámetros climáticos promedio de La Tirana | Parámetros climáticos promedio de La Tirana | Parámetros climáticos promedio de La Tirana | Parámetros climáticos promedio de La Tirana | Parámetros climáticos promedio de La Tirana | Parámetros climáticos promedio de La Tirana |
| Mes                                         | Ene.                                        | Feb.                                        | Mar.                                        | Abr.                                        | May.                                        | Jun.                                        | Jul.                                        | Ago.                                        | Sep.                                        | Oct.                                        | Nov.                                        | Dic.                                        | Anual                                       |
| ------------------------------------------- | ------------------------------------------- | ------------------------------------------- | ------------------------------------------- | ------------------------------------------- | ------------------------------------------- | ------------------------------------------- | ------------------------------------------- | ------------------------------------------- | ------------------------------------------- | ------------------------------------------- | ------------------------------------------- | ------------------------------------------- | ------------------------------------------- |
| Temp. máx. media (°C)                       | 27.8                                        | 32.6                                        | 29.7                                        | 28.7                                        | 26.9                                        | 26.4                                        | 24.1                                        | 23.5                                        | 24.4                                        | 24.7                                        | 25.3                                        | 25.8                                        | 28                                          |
| Temp. mín. media (°C)                       | 3.1                                         | 2.5                                         | 0.9                                         | 0.6                                         | 0.2                                         | 0                                           | -0.1                                        | -0.5                                        | -0.6                                        | 0.3                                         | 0.4                                         | 0.8                                         | 7.6                                         |
| Precipitación total (mm)                    | 0.6                                         | 0.7                                         | 0.6                                         | 0                                           | 0                                           | 0                                           | 0                                           | 0.1                                         | 0                                           | 0                                           | 0                                           | 0                                           | 2.0                                         |
| Fuente: Weather Underground 2011            |                                             |                                             |                                             |                                             |                                             |                                             |                                             |                                             |                                             |                                             |                                             |                                             |                                             |

## La fiesta de La Tirana

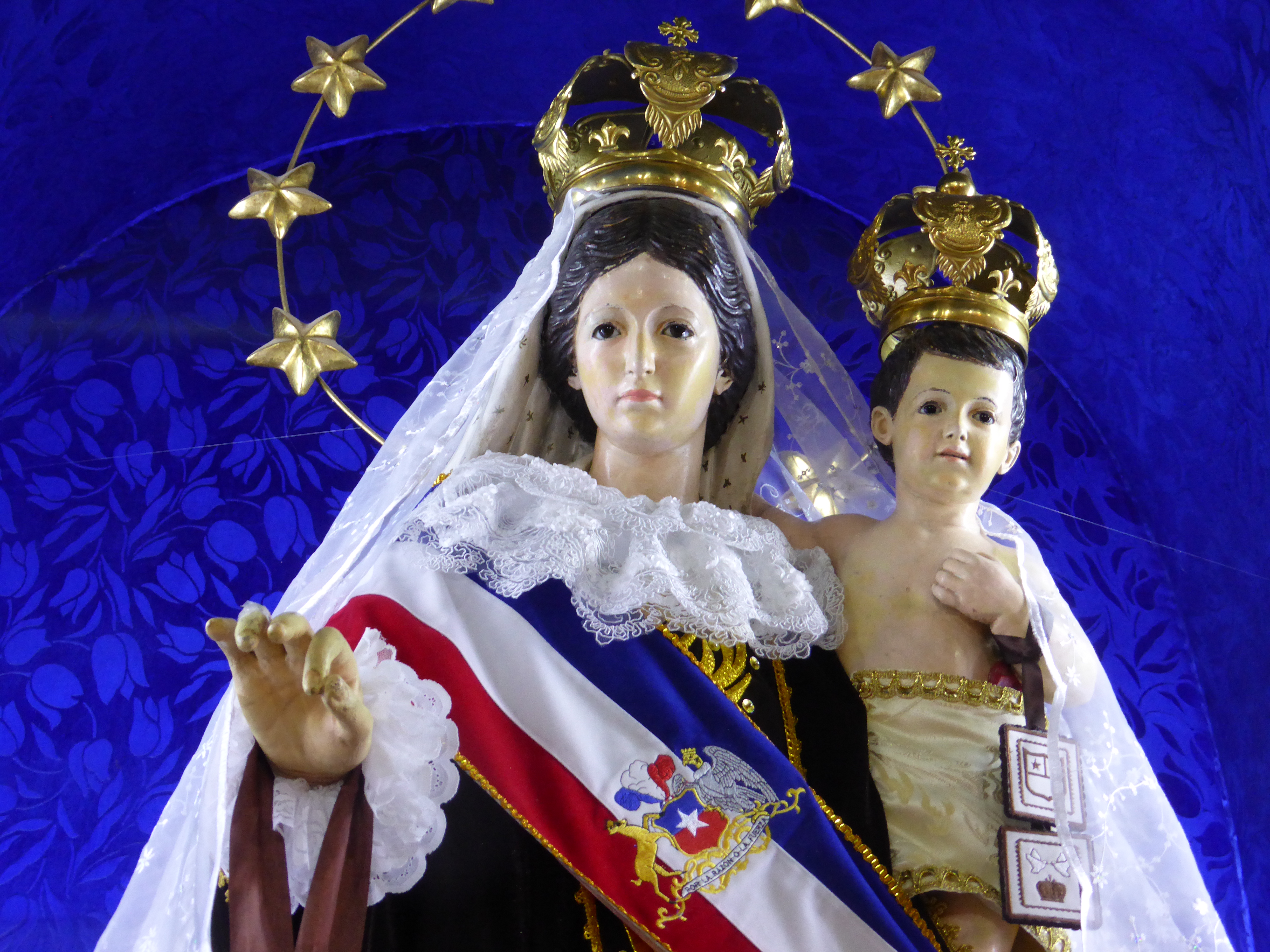
Imagen religiosa de la Virgen del Carmen en el Santuario de La Tirana.

La fiesta se originó en una festividad andina relacionada con la Pachamama, madre Tierra, vinculada a la Virgen de Copacabana. Su origen como fiesta es minero; fue creado por los obreros bolivianos que trabajaban en las minas de cobre y plata en Huantajaya, Santa Rosa y Collahuasi, y que llegaron a Tarapacá como obreros del salitre. En el siglo XIX la fiesta fue redefinida con el auge salitrero.[cita requerida]
A inicios del siglo XIX, la fiesta se celebraba en diversas fechas —el 16 de julio para los chilenos, el 21 de julio para los peruanos y el 6 de agosto para los bolivianos—. Hacia 1910, como parte de la chilenización de Tarapacá, se incluyó esta nueva festividad en el calendario chileno en un único día, el 16 de julio, evocando a la Virgen del Carmen, patrona del Ejército de Chile. Como fiesta, estuvo separada de las autoridades de la iglesia hasta 1917; fue el entonces obispo José María Caro quien acercó los bailes al rito católico. Desde entonces las más diversas expresiones de amor y de fe tienen por finalidad homenajear a «La Chinita». 

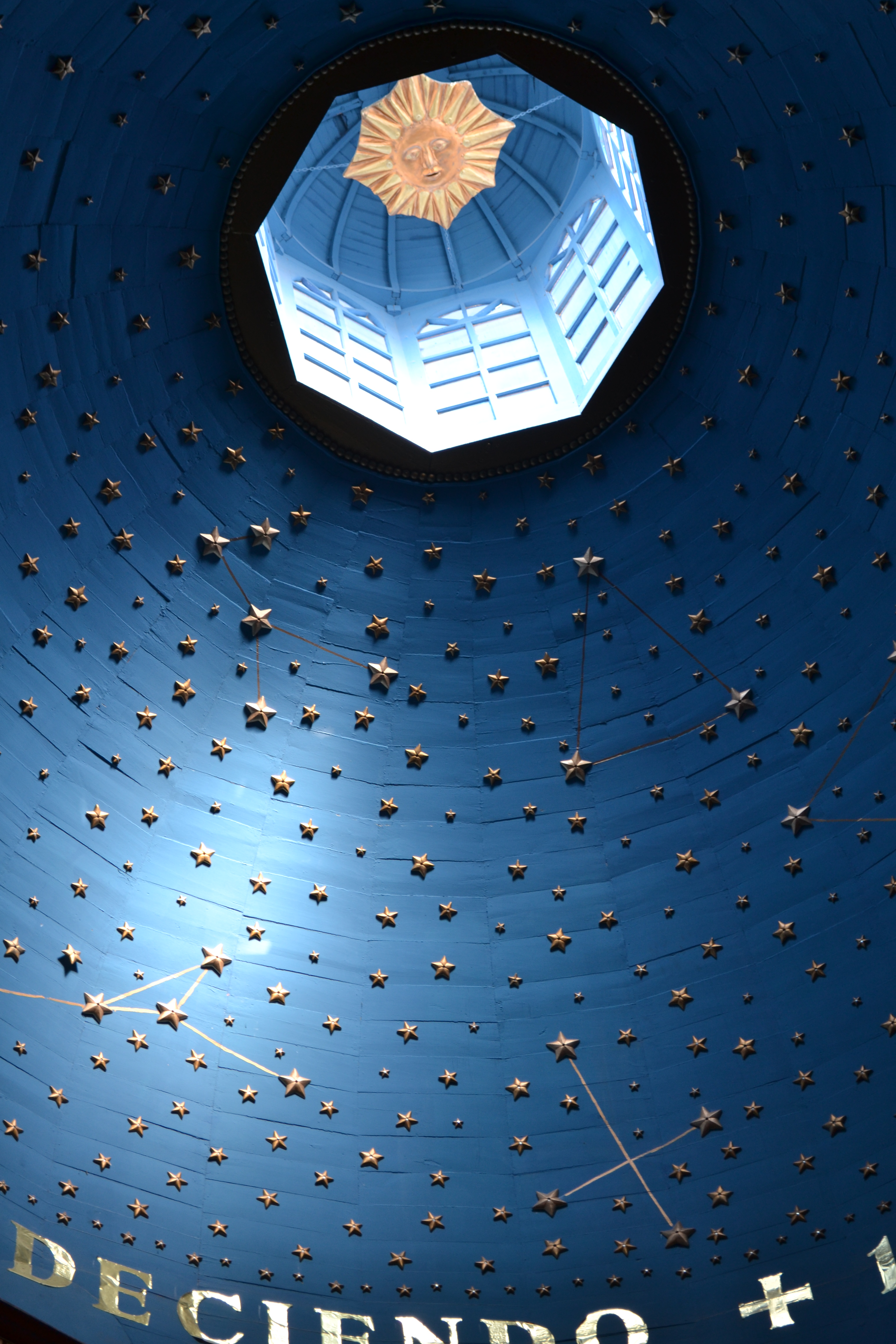
"Estrellas de oro" en la Iglesia de la Tirana